# Ахац Шрот фон Киндберг
Ахац Шрот фон Киндберг (на немски: Achaz Schrott von Kindberg; † 1550) е австрийски благородник от фамилията Шрот, рицар, господар на Киндберг в Щирия.

## Живот
Той е син на Улрих Шрот фон Киндберг и съпругата му Кунигунда Риндшайд, дъщеря на Зигимунд Риндшайд.
Ахац Шрот купува през 1530 г. господството Донерсбах в Щирия. Синът му Кристоф Зигмунд Шрот фон Киндберг († 1571) е издигнат на фрайхер.

## Фамилия
Ахац Шрот фон Киндберг се жени за Катерина фон Вайсшприах, дъщеря на Кристоф фон Вайсшприах († 1514) и Анна фон Лихтенщайн-Карнет. Те имат пет деца:
- Беатрис Шрот фон Киндберг, омъжена за Йохан Лайсер
- Кристоф Зигмунд Шрот фон Киндберг († 11 юни 1571), фрайхер, женен ок. 1546 г. за Кунегонда Юлиана фон Ламберг (* ок. 1525; † 1563), внучка на Георг II фон Ламберг († 1499) и дъщеря на имперски фрайхер Волфганг фон Ламберг-Ортенег-Отенщайн († 1554) и Ева Гал фон Галенщайн († ок. 1556) или Урсула фон Дитрихщайн (* ок. 1520); имат дъщеря
- Барбара Шрот фон Киндберг († 1532), омъжена на 27 юли 1514 г. за фрайхер Георг VI фон Херберщайн (* 18 юли 1501; † 18 септември 1560)
- Йохан Кристоф Шрот фон Киндберг († пр. 5 април 1572), женен за Кристина фон Рейнвалд, дъщеря на Ханс фон Рейнвалд и Регина фон Хагер-Аленщайг; имат две дъщери
- Кристоф Шрот фон Киндберг († 1567), женен за Кристина фон Линдек, дъщеря на Ахац фон Линдек и Маргарета фон Фраунберг; имат дъщеря